# Чеховський Ігор Григорович
Чеховський Ігор Григорович (21 жовтня 1960, м. Коломия, Івано-Франківська область — 15 вересня 2007, Чернівці) — науковець, журналіст, історик, філолог, педагог, краєзнавець, громадський діяч

## Біографія
Закінчив середню школу № 9 м. Чернівці
1978-1983 — навчання на філологічному факультеті Чернівецького державного університету (закінчив з відзнакою);
1983-1990 — кореспондент, завідувач відділом чернівецької газети «Молодий буковинець».
Писати і друкуватися в місцевій пресі почав з середньої школи.
З 1985 року — член «Союзу журналістів СРСР» (З 1991 року — Національної спілки журналістів України).
1990—2000 — редактор відділу чернівецької міської газети «Чернівці».
Паралельно із журналістикою займався науковою та викладацькою роботою.
Від 1992 — асистент кафедри української мови, а протягом 1993-1996 — асистент кафедри історії та культури української мови філологічного факультету Чернівецького державного університету ім. Ю.Федьковича.
1996 року захистив дисертацію на здобуття наукового ступеня кандидата історичних наук за спеціальністю «Історія України».
З 1997 року — асистент кафедри історії стародавнього світу та середніх віків, а від 1998 року, за сумісництвом, асистент кафедри етнології, античної і середньовічної історії історичного факультету Чернівецьккого національного університету ім. Ю.Федьковича.
В 2001 році І. Г. Чеховський закінчив докторантуру Львівського національного університету імені Івана Франка.
Від вересня 2002 року — асистент кафедри релігієзнавства і теології філософського факультету Чернівецького національного університету ім. Ю.Федьковича, в листопаді 2002 року переведений на посаду доцента цієї ж кафедри.
Ігор Григорович Чеховський читав лекції і проводив практичні заняття з курсів «Релігієзнавство», «Етнологія релігії», «Політологія релігії», «Історія богословської та релігійної думки в Україні», керував дипломними, бакалаврськими та курсовими роботами, релігієзнавчо-дослідницькою практикою студентів філософсько-теологічного факультету Чернівецького національного університету ім. Ю.Федьковича.
Помер Ігор Григорович Чеховський після важкої хвороби 15 вересня 2007 року. Похований на Центральному цвинтарі міста Чернівці.

## Наукова діяльність
Основна тематика наукових досліджень Чеховського Г. І.: етнологія й історія релігії в Україні, аспекти традиційних вірувань і магічної практики українців, функціонування релігійних архетипів у традиційній народній культурі українців Карпат і Прикарпаття, феномен багатоетноконфесійного середовища Буковини, питання топонімії Буковини: розробка спеціальних методику збору мікротопонімічних назв регіону, створення кадастру назв народних географічних термінів.
Результати його наукових досліджень друкувались в збірнику наукових статей Київського національного університету «Часопис української історії», збірниках наукових праць «Питання стародавньої та середньовічної історії, археології та етнографії», «Питання історії України», «Науковому віснику Чернівецького національного університету ім. Ю. Федьковича», Буковинському історико-етнографічному віснику"; в матеріалах міжнародних та історико-краєзнавчих конференцій.
За період наукової діяльності Чеховський І. Г. опублікував близько 100 наукових праць, із них 12 публікацій у зарубіжних наукових виданнях Польщі, Румунії, Австрії, а також ряд підручників та методичних видань.
Окремими книгами були опубліковані:
- Дохристиянські витоки і слов'янські паралелі шлюбної обрядовості молдован Верхнього Попруття (в співавторстві).– Чернівці: Рута, 1998. — 71 с.
- Топоніми як джерело і пам'ятки історії. — Чернівці: Рута, 1998.
- Чернівці: 1408—1998: нариси з історії міста / О. Масан, І. Чеховський. — Чернівці: «Місто», 1998. — 213 с.: іл.
- На Дністрі, на «Оукраине Галичьскои» (у співавторстві). — Чернівці: Місто, 2000. — 143с.
- Українська мова. 8-9 : підручник для 8-9 кл. шкіл України з польською мовою навчання(у співавторстві). — Л. : Світ, 2000.– 254 с.
- Демонологічні вірування і народний календар українців Карпатського регіону (Синкретизм і традиція в культурі населення Українських Карпат і Середнього Подністров'я). — Чернівці: Зелена Буковина, 2001. — 303 с.
- Стопами богів Долини Куллу. — Чернівці: Зелена Буковина, 2002. — 140с.+ 48 с. кол. іл.
- Чернівці — ковчег під вітрилами толерантності: Історичні студії багатокультурного феномену в центрі Європи. — Чернівці: Рута, 2004. — 115 с. : ілюстр.
- Путівники: Прогулянка Чернівцями та Буковиною: путівник / фото: Олена Желєзняк та ін. — К. : Балтія-Друк, 2007. — 268 с. : кольор. іл. (окремо українською, англійською, німецькою та російською мовами).
- Чернівці — місто зустрічі культур і релігій: навчальний посібник до факультативних курсів «Основи християнської етики» та «Історія м. Чернівців» для загальноосвітніх навчальних закладів. — Чернівці: Місто, 2009. — 208 с.
- Вітання з Чернівців/ Gruss aus Czernowirz: (Мандрівка містом за колекцією старих поштівок) / Василь Білек, Орест Криворучко, Олександр Масан, Ігор Чеховський. — Чернівці: Час, 1994. — 106 с. : ілюстр. — (Бібліотека газети «Час»)

## Публіцистична діяльність
Працюючи журналістом і редактором декількох чернівецьких газет, займаючись науковими дослідженнями Чеховський І. Г. активно публікував статті і нариси (всього декілька сотень) в місцевих періодичних виданнях, співробітничав з центральними газетою «День» та журналом «Всесвіт».
Темами його публікацій були: відродження національної культури і традицій, життя національних меншин Буковини, феномен буковинської багатокультурності, різні аспекти історії Чернівців та Буковини.
За серію нарисів про архітектурні шедеври міста Чернівці він був удостоєний премії імені відомого чеського архітектора Йозефа Главки.

## Громадська діяльність
Ігор Григорович Чеховський безпосередньо брав участь на теренах чернівеччини у національно-культурному відродженні кінця 80-х — початку 90-х років минулого століття: був одним із організаторів першої на Буковині незалежної громадської організації — культурологічного Товариства «Оберіг» ; разом з однодумцями провів перший фестиваль фільмів пам'яті Івана Миколайчука, заснував премію імені Володимира Івасюка для присудження українським піснярам, виконавцям і фольклористам, сприяв поверненню й увіковіченню у меморіальних дошках та назвах вулиць міста Чернівці десятків замовчуваних раніше імен видатних краян.

## Нагороди та відзнаки
- Медаль «На славу Чернівців» (2008);
- Медаль «Нестор-літописець»[5] (2001);
- Премія імені Йозефа Главки[6] (1997);
- Премія імені Олекси Романця[7] (2010);
- Почесні грамоти та Подяки від органів влади Буковини та Чернівців.